# 孝墓镇
孝墓镇，原为孝墓乡，是中华人民共和国河北省保定市曲阳县下辖的一个乡镇级行政单位。2018年12月撤乡设镇。区划代码改为130634108。

## 行政区划
孝墓镇下辖以下地区：
东孝墓村、西孝墓村、南孝墓村、北孝墓村、中孝墓村、柳树沟村、孙家庄村、小东庄村、北南庄村、南青阳贯村、北青阳贯村、东口南村、西口南村、后洞子村、李家洼村、孙砂候村、段砂候村、杨砂候村、候家沟村、郭家店村、下庄尔村、上庄尔村、岭尔上村、耳朵山村和东沟里村。